# タチムカウ -狂い咲く人間の証明-
『タチムカウ -狂い咲く人間の証明-』とは、筋肉少女帯の15枚目のシングルである。1997年4月30日にマーキュリー・ミュージックエンタテインメント（現：ユニバーサルミュージック）から発売された。

## 概要
プロレスラーの入江茂弘がデビュー当時から入場曲として使用。当時は正式な許可を取らずに使用していたが、2013年に行われた「DDT万博」へ筋肉少女帯が来場し、メンバーの生演奏で入場した。
CDジャケットイラストは漫画家のすぎむらしんいちが担当した。

## 収録曲
1. タチムカウ -狂い咲く人間の証明-
（作詞：大槻ケンヂ / 作曲：本城聡章・筋肉少女帯 / 編曲：筋肉少女帯）
2. 青ヒゲの兄弟の店
（作詞：水戸華之介 / 作曲：橘高文彦・筋肉少女帯 / 編曲：筋肉少女帯）
  - 元アンジーの水戸華之介がゲストボーカルで参加。
3. タチムカウ -狂い咲く人間の証明- [オリジナル・カラオケ]
（作曲：橘高文彦・筋肉少女帯 / 編曲：筋肉少女帯）
4. 青ヒゲの兄弟の店[オリジナル・カラオケ]
（作曲：橘高文彦・筋肉少女帯 / 編曲：筋肉少女帯）